# Jean Montreuil
Jean Montreuil (* 11. Oktober 1920 in Lille; † 16. Juli 2010 in Arad) war ein französischer Biochemiker.

## Leben
Jean Montreuil erwarb 1939 den Bachelor in Philosophie an der Universität Valenciennes. Nach dem Wehrdienst schloss er 1945 sein Pharmaziestudium ab und promovierte 1952 an der Universität Lille. Ab 1945 arbeitete er zunächst in einer Apotheke, ehe er von 1948 bis 1956 an der Fakultät für Medizin und Pharmazie der Universität Lille tätig war. Anschließend war er bis zu seinem Eintritt in den Ruhestand im Jahr 1990 Professor für Biochemie an der Universität.
Professeur Jean Montreuil war als Forscher im Bereich der Molekularbiochemie und der Glykobiologie tätig. Er gilt als Pionier auf dem Gebiet der Glykobiologie. 1958 gründete Montreuil das Labor für Biochemie der Universität Lille I. Dieses befand sich bis 1963 an der Rue Gosselet und später an der neuen Universität in Villeneuve-d’Ascq. Seither ist es Teil der gemeinsamen Forschungseinheit USTL/CNRS n° 8576. Diese umfasst 9 Abteilungen und rund 100 Forscher. Montreuil war an etwa 20 Büchern und 750 wissenschaftlichen Publikationen beteiligt.
Zusammen mit Geneviève Spik und weiteren Wissenschaftlern entdeckte und isolierte Jean Montreuil Immunglobulin A und Lactoferrin. Er isolierte und bestimmte viele komplexe Polysaccharide, die in Muttermilch vorkommen. Außerdem untersuchte er den Abbau von Polysacchariden in Lysosomen in Zusammenhang mit lysosomalen Speicherkrankheiten. Mit Hans Vliegenthart und seinen Mitarbeitern legte er die Grundlagen für die Bestimmung der Sequenzen von Monosacchariden in Polysacchariden. Mithilfe der Kernspinresonanz untersuchte er deren dreidimensionale Struktur.
1979 wurde er Mitglied der Académie nationale de médecine, ab 1985 war er Mitglied der Académie royale de médecine de Belgique und ab 1987 Mitglied der Académie des sciences. Außerdem war Montreuil ab 1993 Ehrenmitglied der Rumänischen Akademie. 1989 erhielt er einen Ehrendoktortitel der Université libre de Bruxelles, 1999 folgte ein Ehrendoktortitel der Universität Alexandru Ioan Cuza Iași. Die Westuniversität Vasile-Goldiș Arad ehrte ihn 2006 mit einem Ehrendoktortitel. 1985 erhielt er den Prix Charles-Léopold Mayer.
Montreuil wurde mit der Komtur des Ordre national du Mérite und des Ordre des Palmes Académiques geehrt.